# Егорьевский сельсовет (Новосибирская область)
Егорьевский сельсовет — сельское поселение в Маслянинском районе Новосибирской области Российской Федерации.
Административный центр — село Егорьевское.

## История
Статус и границы сельского поселения установлены Законом Новосибирской области от 2 июня 2004 года № 200-ОЗ «О статусе и границах муниципальных образований Новосибирской области»

## Население
| 2002 | 2010  | 2012 | 2013 | 2014 | 2015 | 2016 |
| ---- | ----- | ---- | ---- | ---- | ---- | ---- |
| 1357 | ↘1013 | ↘989 | ↘980 | ↘968 | ↘958 | ↘956 |
| 2017 | 2018  | 2019 | 2020 | 2021 |      |      |
| ↘945 | ↘934  | ↘914 | ↗923 | ↘913 |      |      |

## Состав сельского поселения
| № | Населённый пункт | Тип населённого пункта       | Население |
| - | ---------------- | ---------------------------- | --------- |
| 1 | Егорьевское      | село, административный центр | ↘584      |
| 2 | Новолушниково    | деревня                      | ↘21       |
| 3 | Суенга           | село                         | ↘408      |